# Іокс
Іокс (дав.-гр. Ίωξος) — персонаж давньогрецької міфології, син Меланіппа, батьками якого були Тесей і Перігіуна. Був засновником давньогрецького роду Іоксидонів. Брав участь у колонізації Карії. Нащадки Іокса не спалювали ні очерет, ні дикий аспарагус (спаржа), оскільки поклонялися їм.